# Robert Hue

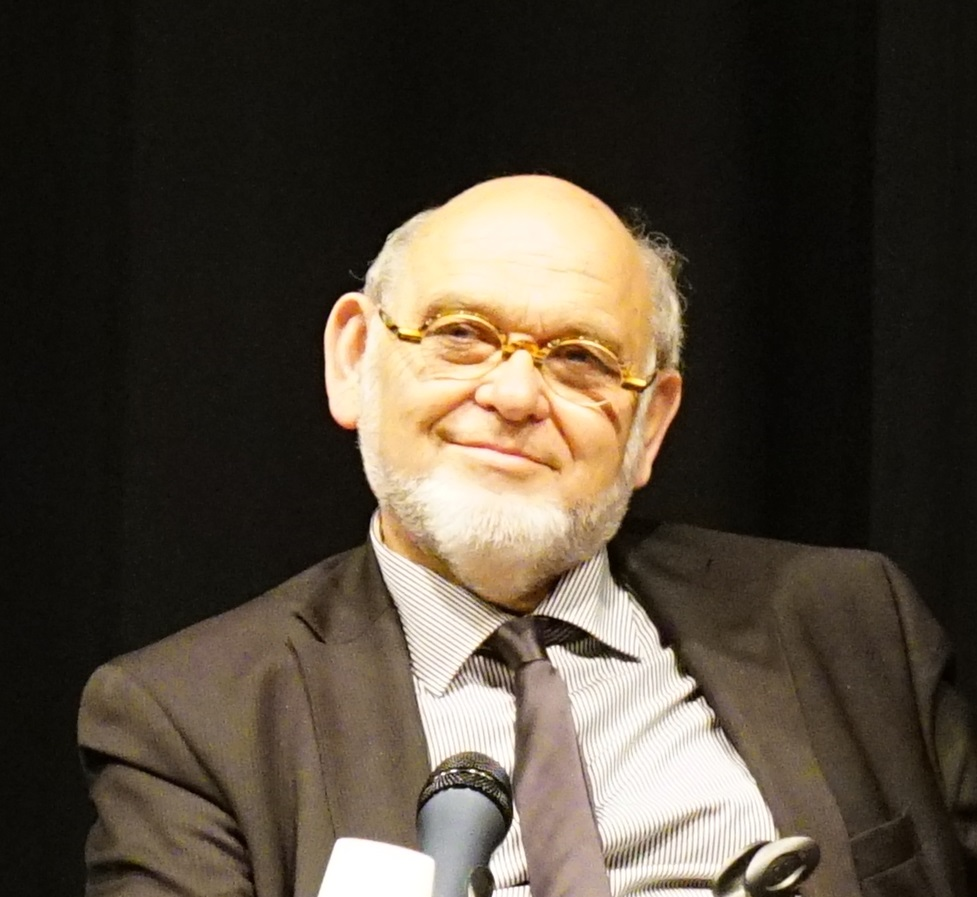
Robert Hue (2015)

Robert Georges Auguste Hue (* 19. Oktober 1946 in Cormeilles-en-Parisis, Département Val-d’Oise) ist ein französischer Politiker, der von 1994 bis 2001 Generalsekretär der Französischen Kommunistischen Partei (PCF) war und ab 2009 der Splitterpartei Mouvement des progressistes vorstand.

## Biografie

### Jugend
Als Sohn kommunistischer Arbeiter, sein Vater war Maurer, seine Mutter arbeitete für eine Textilfirma, ging er zusammen mit seinem Vater häufig die Zeitung L’Humanité verkaufen. Er besuchte das Collège d'Enseignement Technique in Cormeilles-en-Parisis und spielte in der Rockgruppe Les Rapaces unter dem Pseudonym Willy Balton. Mit 16 Jahren trat er in die Kommunistische Jugend ein, ein Jahr später in den PCF. In Paris ließ er sich zum Krankenpfleger ausbilden und übte dann diesen Beruf in einer Psychiatrie in Argenteuil aus. In seiner Jugend war er auch Judoka. Hue war französischer Universitätsmeister und trug den schwarzen Gürtel 2. Dan.

### Politische Karriere
Im PCF stieg Robert Hue als Anhänger Georges Marchais Schritt für Schritt in der Parteihierarchie auf und engagierte sich zunächst in der Kommunalpolitik. 1977 wurde er zum Bürgermeister von Montigny-lès-Cormeilles gewählt. Er gilt dort als sehr populär und wurde bis heute in seinem Amt bestätigt. Dazu gewann Hue auch andere lokale Mandate, wie ein Sitz im Regionalrat (Conseil Régional) der Region Île-de-France.
Im Jahre 1987 wurde er in das Zentralkomitee der PCF aufgenommen, 1990 in das Politbüro. Vier Jahre später, obwohl er noch unbekannt war, machte Georges Marchais ihn zu seinem Nachfolger als Generalsekretär der PCF. Angetrieben vom Mauerfall und der ideologischen Krise der PCF nach dem Ende des Realsozialismus, läutete er den Wandel innerhalb der Partei ein. Die Kommunistische Partei öffnete sich nun anderen politischen Strömungen, verabschiedete sich von Teilen des traditionellen Parteiprogramms, bekam eine Doppelspitze (Hue wurde Parteichef und Marie-George Buffet übernahm den Posten der Generalsekretärin). Er veröffentlichte auch ein Buch, um die innerparteilichen Reformen zu erklären: Communisme: la mutation (Kommunismus: der Wandel).
1995 trat er bei den Präsidentschaftswahlen für den PCF an: er bekam 8,65 Prozent der Stimmen und litt schwer unter der Konkurrenz der Ligue communiste révolutionnaire und der Lutte Ouvrière, erreichte aber ein besseres Ergebnis als der vorherige kommunistische Kandidat. Zwei Jahre später unterstützte er die Idee der Gauche plurielle, die dann erfolgreich die dritte Cohabitation erzwang. Einige kommunistische Minister wurden in das Kabinett von Premierminister Lionel Jospin berufen.
Währenddessen erlitt der PCF einen starken Mitgliederschwund: die Zahl der Mitglieder sank von 200.000 im Jahr 1998 auf 138.000 im Jahr 2001. Im gleichen Jahr verlor die Partei bei Kommunalwahlen viele ihrer Hochburgen. Ein Jahr später war Hue erneut Präsidentschaftskandidat und erreicht nur noch 3,37 Prozent der Stimmen: der Rechtsextreme Jean-Marie Le Pen, der es überraschenderweise in den zweiten Wahlgang geschafft hatte, erklärte die Kommunistische Partei für tot. Das Wahlergebnis war so schlecht, dass die Wahlkampfkosten nicht komplett zurückerstattet wurden und die Partei somit rote Zahlen schrieb. Robert Hue verließ die Parteispitze und übergab sie komplett der Generalsekretärin Marie-George Buffet. Der Posten des Parteichefs verschwand mit seinem Ausscheiden. Im Jahre 2003 verlor Hue bei Teilwahlen sein Abgeordnetenmandat in der Nationalversammlung. Ein Jahr später wurde er jedoch in den Senat gewählt.
2009 verließ Robert Hue die PCF, da er sie für „nicht reformierbar“ hielt. Er gründete stattdessen die neue Partei Mouvement des progressistes. Dort ist er seitdem Parteivorsitzender.

## Politische Laufbahn
- 21. März 1977, Wahl zum Bürgermeister von Montigny-lès-Cormeilles im Département Val-d’Oise
- 24. März 1986, Wahl in den Regionalrat der Region Île-de-France
- 2. Oktober 1988, Wahl in den Generalrat des Département Val-d’Oise
- 30. März 1992, Wahl in den Regionalrat der Region Île-de-France
- 1994, Wahl zum Generalsekretär der PCF
- 1995, Präsidentschaftskandidat der PCF, erreicht 8,65 % der Stimmen
- 1. Juni 1997, Wahl zum Abgeordneten der Nationalversammlung des Département Val-d’Oise.
- 20. Juli 1999, Erster Listenplatz bei den Wahlen zum Europaparlament, erreicht 6,8 % der Stimmen und wird Abgeordneter
- Oktober 2001, Wahl zum Parteichef der PCF
- 21. April 2002, Präsidentschaftskandidat der PCF, erreicht 3,37 % der Stimmen
- 2. Februar 2003, scheitert bei Teilwahlen zur Nationalversammlung in seinem Wahlkreis (Argenteuil, Département Val-d’Oise) gegen den Kandidaten der UMP, Georges Mothron
- 26. September 2004, Wahl zum Senator des Département Val-d’Oise

## Publikationen
- Histoire d'un village du Parisis des origines à la Révolution (Geschichte eines Dorfes des Parisis von den Ursprüngen bis zur Revolution, 1981)
- Du village à la ville (Vom Dorf zur Stadt, 1986)
- Montigny pendant la Révolution (Montigny während der Revolution, 1989)
- Communisme: la mutation (Kommunismus: der Wandel, 1995)
- Il faut qu'on se parle (Wir müssen miteinander reden, 1997)
- Communisme: un nouveau projet (Kommunismus: ein neues Projekt, 1999)